# Dithmarschen (okrug)
Okrug Dithmarschen (njem.: Kreis Dithmarschen) nalazi se na zapadu Schleswig-Holsteina između Hamburga i Sjeverne Frizije. Sjeverno more, Laba, Eider i Kielški Kanal  granice su okruga i time Dithmarschen izgleda kao umjetni otok. Povijesno područje Dithmarschena, koje je bilo nezavisna seljačka republika, je skoro identično s današnjim. Okrug Dithmarschen pripada metropolnoij regiji Hamburg.
Kroz povijest se u Dithmarschenu stanovništvo pretežno bavilo poljoprivredom, pogotovo sađenjem kupusa. U posljednjem stoljeću se našlo nafte, broj turista je narastao i sagrađeni su parkovi s vjetrenjačama. Nadalje u luci Brunsbüttel se nalazi važno industrijsko područje.

## Zemljopis
Okrug se nalazi na zapadu Schleswig-Holsteina i graniči na sjeveru sa Sjevernom Frizijom i Schleswig-Flensburgom, na istoku s Rendsburg-Eckernfördenom i na jugoistoku sa Steinburgom. Granica okruga na istoku je otprilike Kielški Kanal 
Veliki gradovi u blizini su  Hamburg, Itzehoe, Husum, Kiel i Rendsburg. Pošto je u Schleswig-Holsteinu infrastruktura između sjevera i juga bolje razvijena nego u smjeru zapad - istok, okrug Dithmarschen se više orijentira prema Hamburgu. Južni dio okruga, oko Brunsbüttela, pripada metropolnoj regiji Hamburg.

## Gospodarstvo
Gospodarstvo Dithmarschena se oslanja na turizam, poljoprivredu i vjetrenjače.
Turizam je najrašireniji u Büsumu i Friedrichskoogu gdje obitelji mogu provesti dane na plaži ili voziti biciklom kroz prirodu. Godišnje doalzi 2 milijuna turista, koji su pretežno iz SR Njemačke, Dithmarschen.
Nuklearna elektrana Brunsbüttel proizvodi 770 megawata struje, ali pošto ima jako puno smetnji treba se do 2008. godine zatvoriti.
Naftno polje Mittelplatte pred obale Dithmarschena proizvodi 2 milijuna tona nafte, što je 54 % ukupne proizvodnje nafte Njemačke. Rafinerija u Hemmingstedtu prerađuje godišnje otrilike 4 milijuna tona nafte. 

## Promet
Dithmarschen je okružen vodom. Sjeverno more, Eider, Laba, Gieselau i Kielški kanal su granice okruga, tako da ako se želi ići u okrug, svakako se mora prijeći vodu. Do izgradnje Kielškog kanala je istočnoj je strani bila močvara koja je stvarala iste probleme kao i danas.
Iz tog su razloga za promet jako bitni brodovi i mostovi.

## Gradovi, općine i službe
(Stanovnici 30. rujna 2006.)
| Općine i gradovi                                                                      | Općine i gradovi                                                                   | Općine i gradovi |
| ------------------------------------------------------------------------------------- | ---------------------------------------------------------------------------------- | ---------------- |
| - 1. Brunsbüttel, grad (13.721) - 2. Friedrichskoog (2.497) - 3. Heide, grad (20.721) | - 4. Marne, grad (5.912) - 5. Meldorf, grad (7.573) - 6. Wesselburen, grad (3.094) |                  |

Službe
| - 1. Albersdorf - 2. Burg-Süderhastedt - 3. Büsum - 4. Eddelak-Sankt Michaelisdonn - 5. Heide-Land - 6. Hennstedt | - 7. Lunden - 8. Marne-Land - 9. Meldorf-Land - 10. Tellingstedt - 11. Weddingstedt - 12. Wesselburen |